# 若桜鉄道WT3300形気動車
若桜鉄道WT3300形気動車 （わかさてつどうWT3300がたきどうしゃ）は、2001年（平成13年）に1両が製造された若桜鉄道の気動車である。若桜鉄道開業時から使用されていたWT2500形の老朽化に伴う更新工事の間の予備車確保、イベント対応の目的で製造された。

## 概要
1987年（昭和62年）10月に国鉄若桜線を第三セクターに転換して開業した若桜鉄道が開業に際して投入したWT2500形の更新工事期間中の予備車確保、イベント対応の目的で製造された両運転台、トイレなし、オール転換クロスシートの新潟鐵工所製気動車である。車体はステンレス製、客用扉が引き戸となった。イベント対応のためカラオケ設備を搭載、車体中央部の座席は回転式とされ、2人掛けの椅子6組を向き合わせて会議スペースとすることができる。導入にあたり、日本宝くじ協会の助成を受けた宝くじ号である。イベント使用時以外は在来車両と共通で運用されている。

## 車体
車体はステンレス製、全長はWT2500形より500 mm短い17,500 mmとなった。乗務員室は左隅式とされ、正面に貫通扉が設けられた。客用扉は引き戸となり、幅も1,000 mmに拡幅されたものが片側2か所、運転室直後に1か所、反対側の車端にもう1か所が設けられた。乗務員扉は設けられなかった。扉間には冷暖房効果の向上を狙った固定式の窓6組が設置されたが、戸袋部に窓はない。車体外部はステンレス無塗装で、窓下に赤、青の帯がまかれ、若桜町のシンボルである鬼の絵が戸袋部に描かれた。
車内には2人掛けのクロスシートが設けられ、中央部の左右各1組が回転式、それ以外の部分は転換式となり、両者合わせて19脚、38席が設けられた。中央部の回転式の座席は通常時は固定されており、旅客による回転はできない。
若桜方面に向かって左側先頭部の客用扉後部には車椅子スペースが設けられ、こちら側は1列座席が少なくなっている。車体中央部の座席は回転式とされ、2人掛けの椅子6組を向き合わせて会議スペースとすることができ、スペース中央にテーブルを設置することができる。イベントでの使用を考慮してカラオケ設備が搭載された。

## 走行装置
エンジンは、新潟鐵工所製DMF13HZディーゼルエンジン（定格出力243 kW / 2,000 rpm）を1基搭載、動力はTACN22-1610液体変速機を介して台車に伝達される。WT2500形には出力184 kWのエンジンが搭載されていたが積雪時や冷房使用時に出力が不足することがあったため、出力243 kWに強化されている。前位側台車は2軸駆動の動台車NP131D-2、後位側は従台車NP131T-2で、いずれも空気ばね式である。制動装置は在来車両との併結のためDE1A自動空気ブレーキが採用された。

## 空調装置
暖房装置はエンジン排熱を利用した温風式である。冷房装置は機関直結式、能力36.1 kW（31,000 kcal/h）のものが1基搭載された。

## 車歴
| 車両番号 | 製造      | 廃車 |
| -------- | --------- | ---- |
| 3301     | 2001年3月 | -    |

## 運用

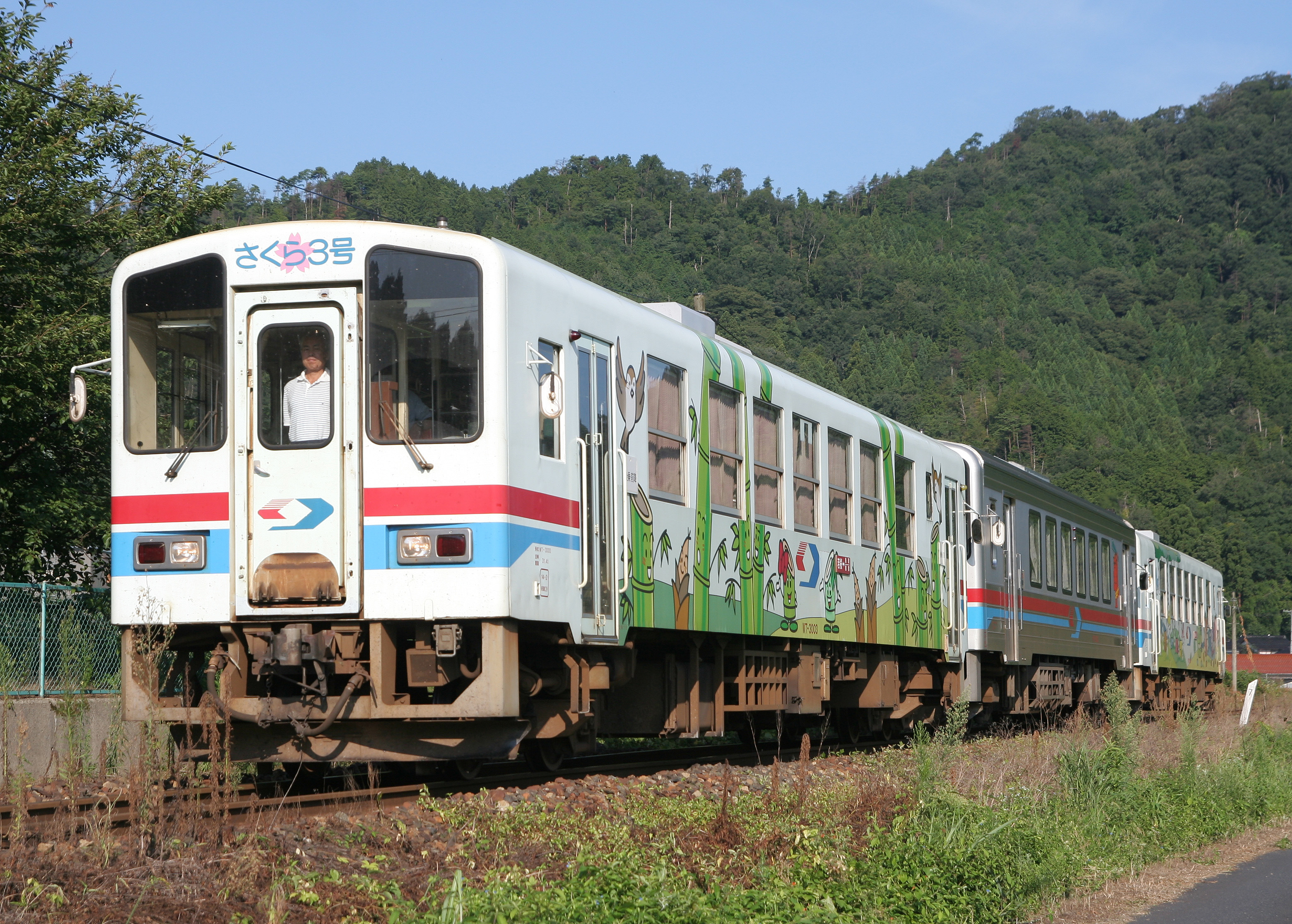
WT3000形と連結されて運用されるWT3300形

WT2500形のWT3000形への更新工事施行に伴う車両不足に対応するため製造されたが、イベント対応の設備を備えており、導入にあたって日本宝くじ協会の助成を受けた宝くじ号である。イベント使用時以外は在来車両と共通に若桜線郡家駅 – 若桜駅間及びJR因美線に乗り入れて郡家-鳥取駅で運用されている。

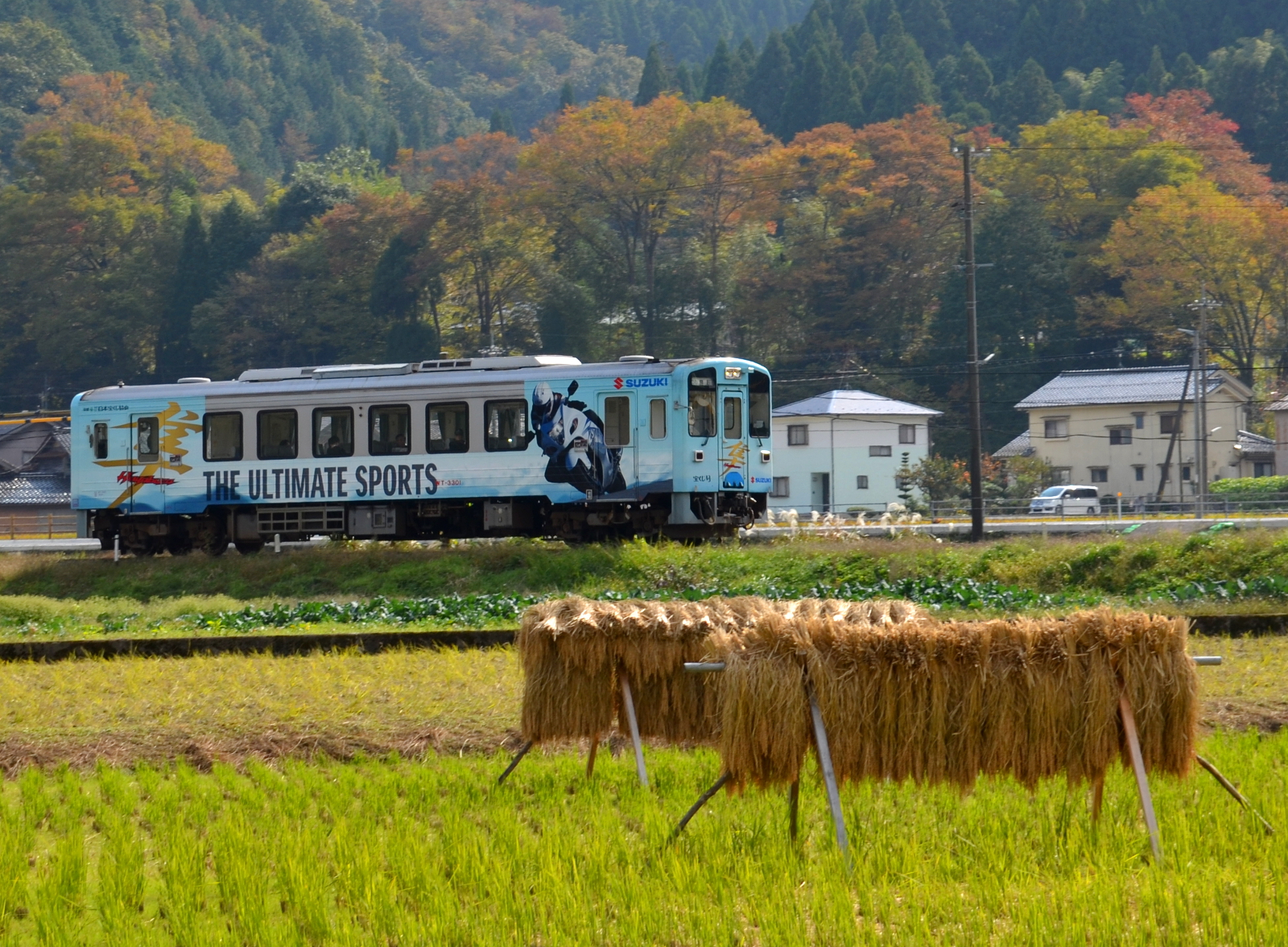
隼ラッピング（隼駅付近）

2016年3月20日から、若桜線隼駅がスズキ製大型バイク隼の愛好者の聖地とされていることから、WT3301に大型バイク・隼のラッピングを施して運転している。
2016年（平成28年）4月から若桜鉄道の全車両が若桜町・八頭町に無償譲渡され、両町が維持費を負担、若桜鉄道に貸し出す形で運行されている。

### 書籍
- 寺田 祐一『私鉄気動車30年』JTBパブリッシング、2006年。ISBN 4-533-06532-5。

### 雑誌記事
- 『鉄道ピクトリアル』通巻708号「新車年鑑2001年版」（2001年10月・電気車研究会）
  - 「魅力のNEW FACE 2000年度民鉄車両編」 pp. 13-20
  - 藤井 信夫、大幡 哲海、岸上 明彦「各社別車両情勢」 pp. 93-109
  - 若桜鉄道（株）運輸課長 川戸 稔功「若桜鉄道 WT3300形」 pp. 139
  - 「車両諸元表」 pp. 173-174
  - 「2000年度 車両動向」 pp. 175-183

- 『レイルマガジン』通巻250号（2004年7月・ネコ・パブリッシング）
  - 寺田 祐一「私鉄・三セク気動車 141形式・585輌の今!」 pp. 4-50

### Web資料
- “若桜線維持存続事業”.  鳥取県. 2016年4月22日閲覧。
- “若桜鉄道で「隼ラッピング列車」が登場”.   railf.jp. 2017年4月23日閲覧。